# Slater Koekkoek
Slater Koekkoek, född 18 februari 1994 i North Dundas, är en kanadensisk professionell ishockeyspelare som spelar för Chicago Blackhawks i NHL. 
Han har tidigare spelat på NHL-nivå för Tampa Bay Lightning och på lägre nivåer för Rockford IceHogs och Syracuse Crunch i AHL, Peterborough Petes och Windsor Spitfires i OHL.

## Spelarkarriär

### NHL

#### Tampa Bay Lightning
Koekkoek draftades i första rundan i 2012 års draft av Tampa Bay Lightning som tionde spelare totalt.
Han spelade 85 matcher för Lightning mellan 2014 och 2018 med 14 poäng som resultat.

#### Chicago Blackhawks
Den 11 januari 2019 tradades han tillsammans med ett draftval i femte rundan 2019 till Chicago Blackhawks i utbyte mot Jan Rutta och ett draftval i sjunde rundan 2019.

## Statistik
| 2008–2009  | Notre Dame Hounds Bantam AAA | SSMHL      | 47  | 20 | 39 | 59  | 40  | —  | — | — | — | —  |
|            | Notre Dame Hounds Midget AAA | SMAAAHL    | 5   | 0  | 1  | 1   | 2   | —  | — | — | — | —  |
| 2009–2010  | Notre Dame Hounds Midget AAA | SMAAAHL    | 44  | 16 | 27 | 43  | 91  | 13 | 3 | 4 | 7 | 6  |
| 2010–2011  | Peterborough Petes           | OHL        | 65  | 7  | 16 | 23  | 67  | —  | — | — | — | —  |
| 2011–2012  | Peterborough Petes           | OHL        | 26  | 5  | 13 | 18  | 17  | —  | — | — | — | —  |
| 2012–2013  | Peterborough Petes           | OHL        | 40  | 6  | 22 | 28  | 28  | —  | — | — | — | —  |
|            | Windsor Spitfires            | OHL        | 2   | 0  | 1  | 1   | 0   | —  | — | — | — | —  |
| 2013–2014  | Windsor Spitfires            | OHL        | 62  | 15 | 38 | 53  | 51  | —  | — | — | — | —  |
| 2014–2015  | Tampa Bay Lightning          | NHL        | 3   | 0  | 0  | 0   | 2   | —  | — | — | — | —  |
|            | Syracuse Crunch              | AHL        | 72  | 5  | 21 | 26  | 44  | —  | — | — | — | —  |
| 2015–2016  | Tampa Bay Lightning          | NHL        | 9   | 0  | 1  | 1   | 2   | 10 | 0 | 1 | 1 | 2  |
|            | Syracuse Crunch              | AHL        | 60  | 5  | 10 | 15  | 26  | —  | — | — | — | —  |
| 2016–2017  | Tampa Bay Lightning          | NHL        | 29  | 0  | 4  | 4   | 8   | —  | — | — | — | —  |
|            | Syracuse Crunch              | AHL        | 48  | 2  | 11 | 13  | 14  | 22 | 1 | 6 | 7 | 4  |
| 2017–2018  | Tampa Bay Lightning          | NHL        | 35  | 4  | 4  | 8   | 18  | —  | — | — | — | —  |
| 2018–2019  | Tampa Bay Lightning          | NHL        | 9   | 1  | 0  | 1   | 4   | —  | — | — | — | —  |
|            | Syracuse Crunch              | AHL        | 5   | 0  | 1  | 1   | 2   | —  | — | — | — | —  |
|            | Chicago Blackhawks           | NHL        | 1   | 0  | 0  | 0   | 0   | —  | — | — | — | —  |
|            | Rockford IceHogs             | AHL        | —   | —  | —  | —   | —   | —  | — | — | — | —  |
| NHL totalt | NHL totalt                   | NHL totalt | 86  | 5  | 9  | 14  | 34  | 10 | 0 | 1 | 1 | 2  |
| AHL totalt | AHL totalt                   | AHL totalt | 185 | 12 | 43 | 55  | 86  | 25 | 1 | 7 | 8 | 10 |
| OHL totalt | OHL totalt                   | OHL totalt | 195 | 33 | 90 | 123 | 163 | —  | — | — | — | —  |